# Auto Union Type D
L'Auto Union Type D, qui fait partie des voitures allemandes d'avant-guerre surnommées les « Flèches d'Argent », est la dernière automobile de course développée par la jeune entreprise de l'époque, Auto Union, qui rassemble les quatre anciennes entreprises Audi, DKW, Horch et Wanderer, qui souffraient séparément de la concurrence, et plus particulièrement de Mercedes qui profitait alors seul des subventions. 
En effet, pour en finir avec le succès des françaises et des italiennes en course, le Reich allemand débloque des fonds incroyables pour subventionner les entreprises automobiles. Mercedes profite alors de ces fonds pour développer des automobiles performantes et ainsi remporter de nombreuses victoires en course.

## Historique

### Compétition
Auto Union commence la nouvelle saison de compétition sous de mauvais auspices. Le contrat signé avec Ferdinand Porsche n'est pas renouvelé après la saison 1937 en raison d'une étrange affaire commerciale alors que la concurrence est rude. Mercedes nourrit sa compagnie par plusieurs contrats lucratifs. Juste après le début de l'année, Auto Union perd son plus grand conducteur lorsque Bernd Rosemeyer est tué au cours d'une tentative de record de vitesse. Seuls les talents de Tazio Nuvolari peuvent diminuer la perte subie par l'équipe. Avec tous les bouleversements, y compris la menace par certains membres du conseil d'administration de fermer l'écurie, Auto Union est encore capable de créer une nouvelle voiture en 18 mois, la Type D.
En 1938, le maillon faible d'Auto Union est son équipe de pilotes qui subit de nombreux accidents. La firme est forcée de signer de nouveau avec Hans Stuck qui fut auparavant « fusillé » par Auto Union pour son manque de réussite. Stuck renoue rapidement avec le succès, remportant La Turbie et au Grossglockner. Pendant que Nuvolari se familiarise avec l'Auto Union à moteur en position arrière, Mercedes remporte de nombreuses courses.

### Conception

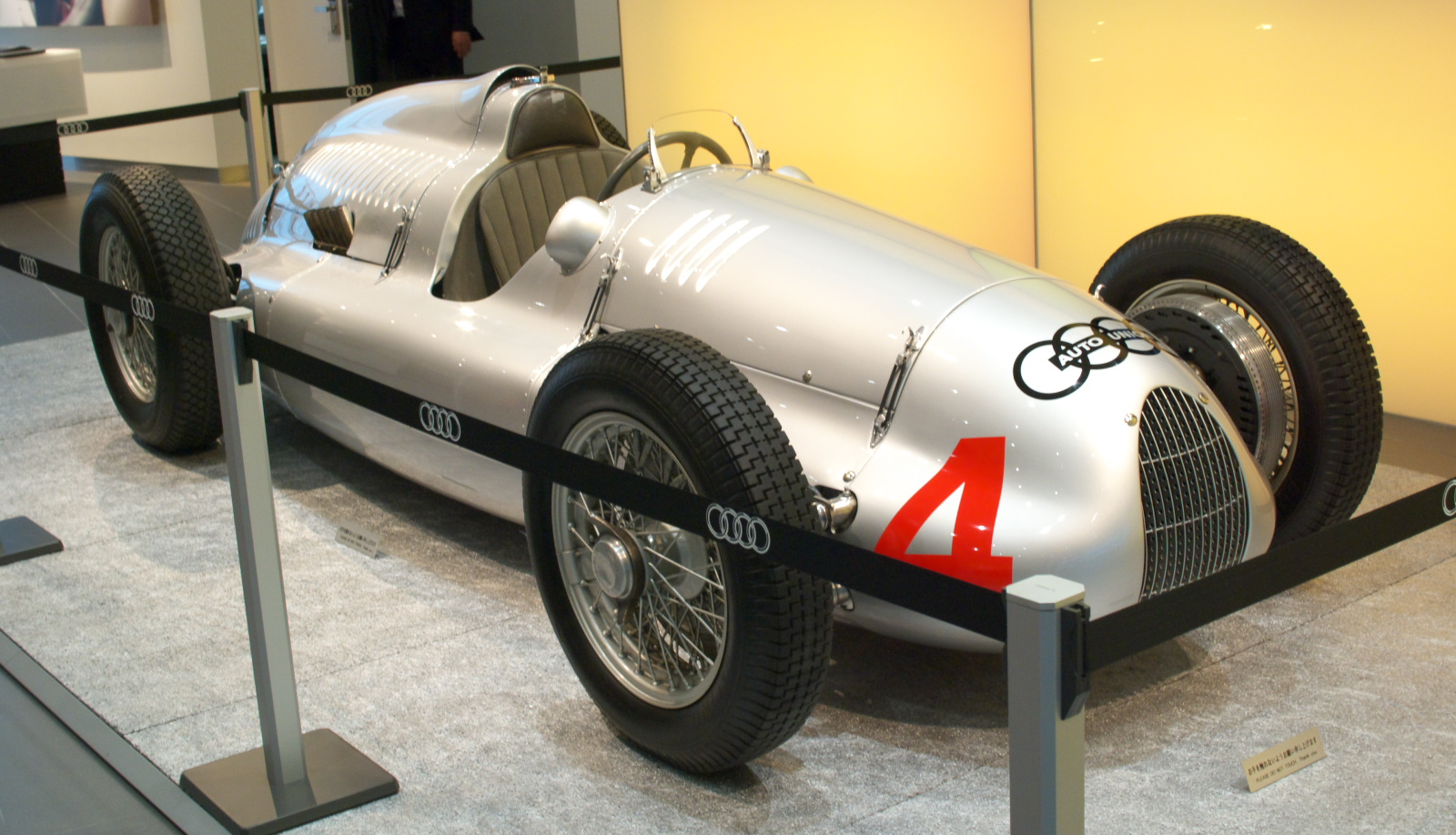
Auto Union Type D exposée au Forum Audi de Tokyo.

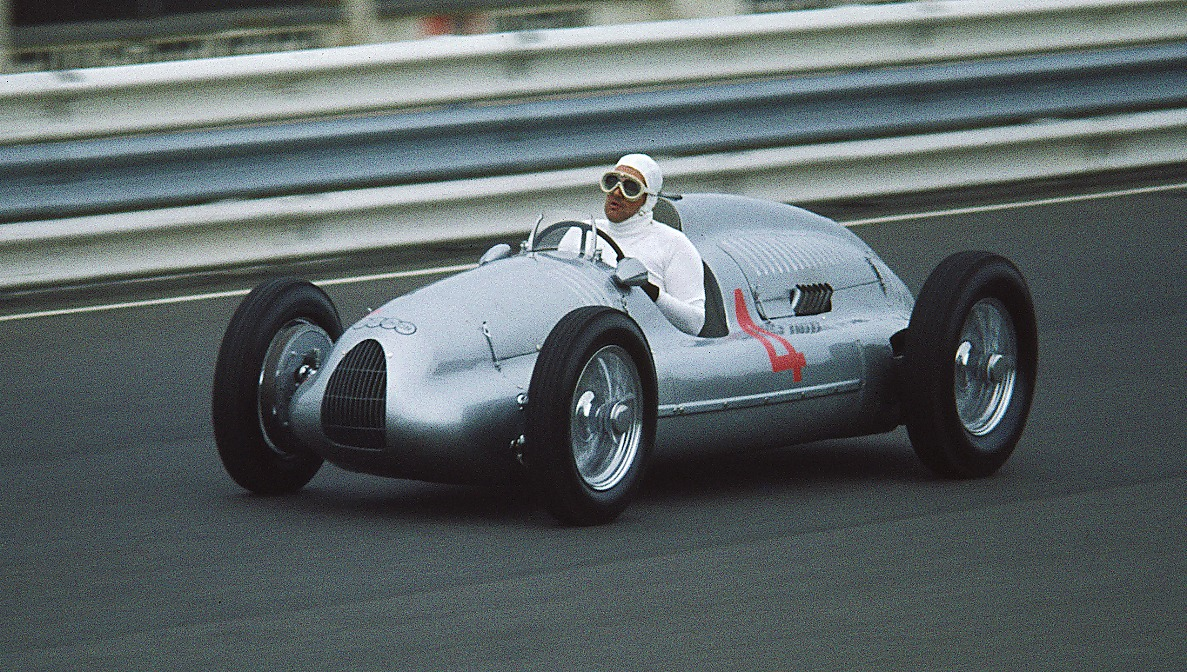
Auto Union Type D.

Ferdinand Porsche, alors employé chez Auto Union, est le premier à se pencher sur ce nouveau projet. La législation du sport automobile de l'époque imposant seulement un poids minimal, Porsche développe un imposant « bolide » pour l'époque : le châssis est entièrement nouveau utilisant des poutres d'aluminium dans lesquelles l'eau de refroidissement passe, la suspension utilise une barre de torsion, la boîte de vitesses est graissée sous pression et le moteur est un V16 à compresseur. La présence de seulement trois arbres à cames et de 16 soupapes commandées par tiges et culbuteurs depuis un arbre commun témoigne d'une conception initialement destinée à la route.
Porsche quitte Auto Union en 1937 et c'est sous la direction de Robert Eberan von Eberhorst que les ingénieurs Auto Union développent la Type D pour la saison de Grand Prix 1938, qui est marquée par une nouvelle réglementation limitant la cylindrée à 3 L compressée ou 4,5 L atmosphérique. Tout comme Mercedes, Auto-Union choisit d'utiliser un moteur V12 à 60° de 420 ch, mais l'implante comme à son habitude en position centrale arrière. 
La Type D reprend l’essentiel des caractéristiques techniques de la précédente Type C, œuvre de Ferdinand Porsche. Outre la forme de la carrosserie (en aluminium), la principale différence entre les deux machines tient au 16 cylindres en V de 6 litres, dont est dotée la Type C. La Type D remportera les Grand Prix d'Italie et de Grande-Bretagne 1938.
Le principal changement dans le châssis est le remplacement de l'essieu avec une suspension arrière De Dion. Les finitions apportées par Auto Union ont permis une hausse significative de la qualité, mais elle est encore loin des « standards » de Mercedes, notamment dans la conception des amortisseurs. Plutôt que d'utiliser des amortisseurs hydrauliques, Auto Union s'appuie encore sur des amortisseurs de friction rotatifs. Plus tard, Auto Union les remplace par des amortisseurs hydrauliques, tout en conservant néanmoins les modèles de friction à l'arrière. Le corps est une nouvelle amélioration du modèle Type C. Fidèle aux nouvelles Formule, l'Auto Union Type D pèse exactement 850 kg. Lorsque les enjoliveurs sont jugés nécessaires pour les circuits ultra rapide, la Type D utilise des fenêtres en plexiglas de sorte que les conducteurs puissent surveiller l'usure des pneus en regardant les bandes blanches peintes dessus.
Construit sur le même principe que leur moteur V16, le moteur intègre par la suite, en 1939, un compresseur à double étage Roots, qui permet de faire monter la puissance à 485 ch. Le moteur peut théoriquement atteindre des régimes-tours supérieurs à 10 000 tr/min, mais en général, le moteur n'a jamais dépassé 7 000 tr/min pendant la course. La nouvelle puissance ainsi développée permet d'atteindre les 330 km/h et octroie ainsi la victoire à Hermann Paul Müller au Grand Prix de France à Reims et à Tazio Nuvolari pour le Grand Prix de Yougoslavie à Belgrade.

## Rénovations

### Après la guerre

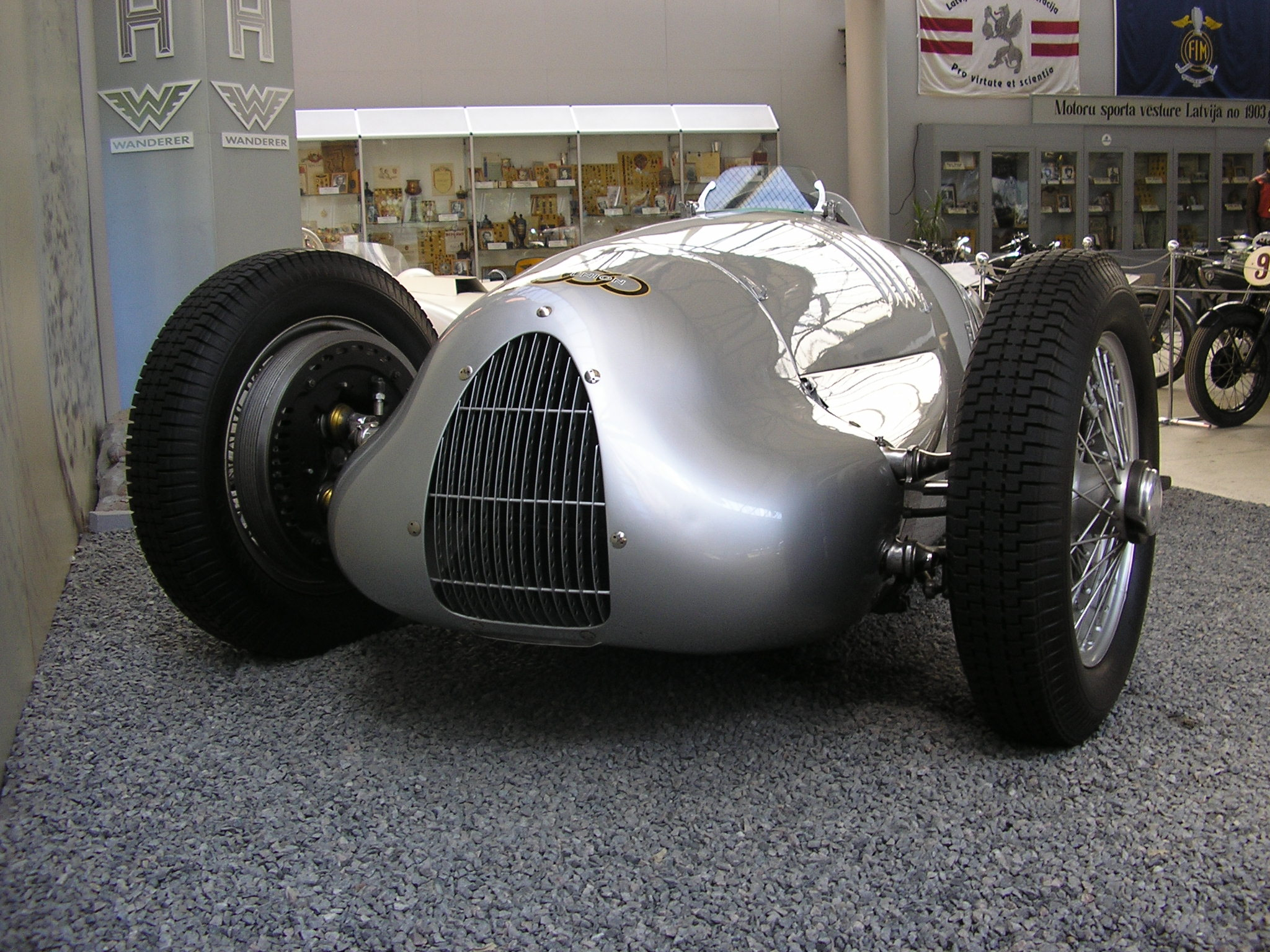
Auto-Union Type C/D V16 du Motormusée de Riga.

Pendant la Seconde Guerre mondiale, les Flèches d'Argent Types C et D sont cachées à Zwickau. Au lendemain de la défaite allemande, la Saxe se trouvant en zone soviétique, elles sont saisies et emportées par l'Armée rouge. Elles partent en URSS où, dispersées, elles vont servir de sujets d'étude. Elles disparaissent toutes à l'exception de la Type C 16 cylindres qui avait été cédée au Deutsches Museum de Munich en 1938.
Dans les années 1980, après dix années de recherche, le collectionneur américain Paul Karassik réussit à retrouver deux Types D en pièces détachées. L'une de 1938 près de Leningrad dont le châssis est coupé en deux, l’autre de 1939 à Kharkov en Ukraine. Il parvient à les faire sortir de l'Union Soviétique par morceaux à travers la Finlande, avant de les faire restaurer par les spécialistes britanniques Crosthwaite & Gardner avec le soutien technique d'Audi.
Audi Tradition possède actuellement quatre Flèches d'Argent Auto Union : la Type D ex-Karassik, la Type C/D destinée aux courses de côtes, ainsi que deux répliques (Type C Grand Prix et Type C Avus aérodynamique). Une autre réplique doit être réalisée en 2007, une Type D de 1939.

### Audi Type D Concept car
Moderne et révolutionnaire à son époque, l'Auto Union Type D symbolisait l'excellence en termes de sport automobile. Un jeune designer tchèque, Lukas Vanek, récemment diplômé de l'Istituto Europeo di Design, redonne vie au modèle à travers un concept car rétro-futuriste, nommée sobrement Auto-Union Type D Concept 2008.
Il imagine le concept car en hommage aux sportives éponymes des années 1930 en travaillant sur une identité visuelle assez proche tout en remettant au goût du jour le véhicule, notamment grâce aux nouveaux matériaux du domaine de l'automobile (fibres de carbone, etc.). La sportive, dont les pneumatiques sont habillés d'énormes jantes, est propulsée par un moteur V12, 6,5 L de 650 chevaux. Deux barres centrales de LED servent d'éclairage, faisant ainsi références aux standards stylistiques actuels d'Audi.